# Пантюшенко, Владимир Николаевич
Влади́мир Никола́евич Пантюше́нко (15 декабря 1975, Краснодар, СССР) — российский футболист, полузащитник и нападающий.

## Карьера

### Клубная
Профессиональную карьеру начал в мае 1993 года в «Кубани», в том сезоне сыграл 27 матчей и забил 1 гол. В следующем сезоне снова сыграл 27 матчей, в которых забил 3 мяча, в первенстве и 1 игру в Кубке России, в розыгрыше 1995 года провёл 32 матча, в которых снова забил 3 мяча, в первенстве и 2 встречи, в которых забил 2 гола, в Кубке.
Сезон 1996 года провёл в казанском «Рубине», за который сыграл 40 матчей и забил 20 мячей в первенстве, благодаря чему стал лучшим бомбардиром команды, и ещё провёл 4 игры и забил 2 гола в Кубке страны. В начале 1997 года вернулся в «Кубань», однако закрепиться в составе не смог, провёл только одну игру, после чего, в мае, возвратился в «Рубин», где и доиграл сезон, проведя 31 матч, забив 16 голов и став, вместе с командой, победителем зоны «Центр» второй лиги. Кроме того, сыграл четыре игры и забил один мяч в Кубке.
Сезон 1998 года провёл в нижневартовском клубе «Самотлор-XXI», сыграл 27 матчей, в которых забил 12 голов, в первенстве, стал лучшим бомбардиром команды, одну игру провёл в Кубке. Затем вернулся в «Рубин», много забив в контрольных матчах, в сезоне 1999 года провёл только 8 матчей в первенстве и одну игру в Кубке России, после чего вынужден был искать себе новую команду, побывал на просмотре в воронежском «Факеле» и липецком «Металлурге», но в итоге в августе пополнил ряды новосибирского «Чкаловца», где и доиграл сезон, проведя 14 матчей и забив 7 мячей.
В августе 2000 года вернулся в «Кубань», провёл 16 матчей, забил 11 голов и стал, вместе с командой, победителем зоны «Юг» второго дивизиона, сыграл и в обоих матчах финальной серии за право выхода в первый дивизион, где «Кубань» по сумме двух встреч победила саранскую «Светотехнику» и стал автором единственного забитого в обоих поединках мяча. Помимо этого, сыграл одну встречу в Кубке России.
В межсезонье был сначала отчислен из команды новым главным тренером клуба Александром Ирхиным, затем возвращён сменившим того Олегом Долматовым, но в итоге всё-таки покинул «Кубань» и сезон 2001 года начал в клубе «Чкаловец-Олимпик» — ещё одной команде из Новосибирска, где провёл 6 матчей, в которых забил один гол в первенстве и одну игру в Кубке страны, после чего, в августе, вернулся в «Чкаловец-1936», в котором уже выступал в 1999 году, там и доиграл сезон, проведя 11 встреч и забив 6 мячей.
В 2002 году перешёл в стерлитамакский «Содовик», за который затем выступал до 2004 года, проведя за это время 72 матча, забив 39 мячей в первенстве и став в сезоне 2002 года лучшим бомбардиром зоны «Урал» второго дивизиона. Кроме того, сыграл за «Содовик» две встречи и забил один гол в Кубке России сезона 2002/03, и ещё забил 2 мяча в сезоне Кубка 2004/05. В начале 2003 года мог снова вернуться в «Кубань», однако в итоге остался в «Содовике».
В 2005 году провёл свой последний профессиональный сезон в составе казахстанского клуба «Тараз», сыграл 8 матчей в чемпионате.

## После карьеры
После завершения карьеры профессионального игрока вернулся на родину, где продолжил выступления на любительском уровне в коллективах края, по итогам сезона 2009 года стал лучшим бомбардиром чемпионата края и был признан лучшим нападающим и лучшим футболистом турнира.

## Достижения

### Командные
- «Рубин»

Победитель зоны «Центр» второй лиги: 1997
- «Кубань»

Победитель зоны «Юг» второго дивизиона: 2000

### Личные
- «Содовик»

Лучший бомбардир зоны «Урал» второго дивизиона: 2002 (18 мячей)